# Gonzalo Badenes
Gonzalo Badenes Masó (1948-2000) fue un crítico musical valenciano especializado en música clásica. Desarrolló la major parte de su carrera en medios como Ritmo, Levante-EMV o El País. Sus artículos en estos medios y sus notas a los programas de mano del Palacio de la Música de Valencia y otros auditorios fueron recopilados en sendas monografías: Voces, y Programa en mano.

## Reseña biográfica
Gonzalo Badenes fue un destacado crítico musical. Licenciado en Filosofía y Letras, empezó a ejercer la crítica en los años 70. En 1988 pasó a colaborar con el diario El País. Antes colaboró en el diario Levante-EMV, Diario de Valencia o Noticias al Día.
En la revista Ritmo dispuso de una sección fija titulada «Voces» cuyos artículos fueron recopilados en una monografía. 
El 17 de octubre de 2000, el Palacio de la Música de Valencia el dedicó el concierto de la Camerata de Salzburgo y el Ensemble Intercontemporain bajo la dirección de Pierre Boulez. 
En 2006 Alfredo Brotons y Francisco Tarín recopilaron el libro Programa en mano todos los programas de mano realizados a lo largo de su carrera en auditorios como el Palacio de la Música de Valencia, el Auditorio Nacional de Madrid, el Liceu de Barcelona o el Teatro de la Zarzuela.